# Mometasonfuroaat
Mometasonfuroaat is een corticosteroïde met lokale ontstekingsremmende en anti-allergische werking. Het is de ester van mometason met 2-furaanzuur. Het werd ontwikkeld door Schering Corporation.
Mometasonfuroaat wordt gebruikt voor de behandeling van verschillende huidaandoeningen, waaronder psoriasis en eczeem. Hiervoor wordt ze verkocht in de vorm van zalven, crèmes, vet en lotions;
de merknaam is Elocon van Schering-Plough.
Er zijn ook neussprays en poederinhalators met mometasonfuroaat voor de behandeling van hooikoorts en astma; merknamen: Asmanex Twisthaler, Elovent Twisthaler, Nasonex, alle van Organon.
De stof onderdrukt ontstekingsreacties en symptomen, maar geneest onderliggende aandoeningen niet.